# 河野正樹
河野 正樹（こうの まさき、1951年11月22日 - ）は、日本の経営者。DOWAホールディングス社長を務めた。神奈川県出身。

## 経歴・人物
1976年に東京大学工学部金属工学科を卒業し、同年に同和鉱業に入社した。2001年6月に執行役員に就任し、2003年6月に取締役、2006年4月に代表取締役を経て、同年10月にはDOWAホールディングス社長に就任した。2009年4月から2011年6月までに会長を務めた。